# Cereopsius shamankariyali
Cereopsius shamankariyali är en skalbaggsart som beskrevs av Tadao Kano 1939. Cereopsius shamankariyali ingår i släktet Cereopsius och familjen långhorningar.
Artens utbredningsområde är Taiwan. Inga underarter finns listade i Catalogue of Life.